# Familia Alvear

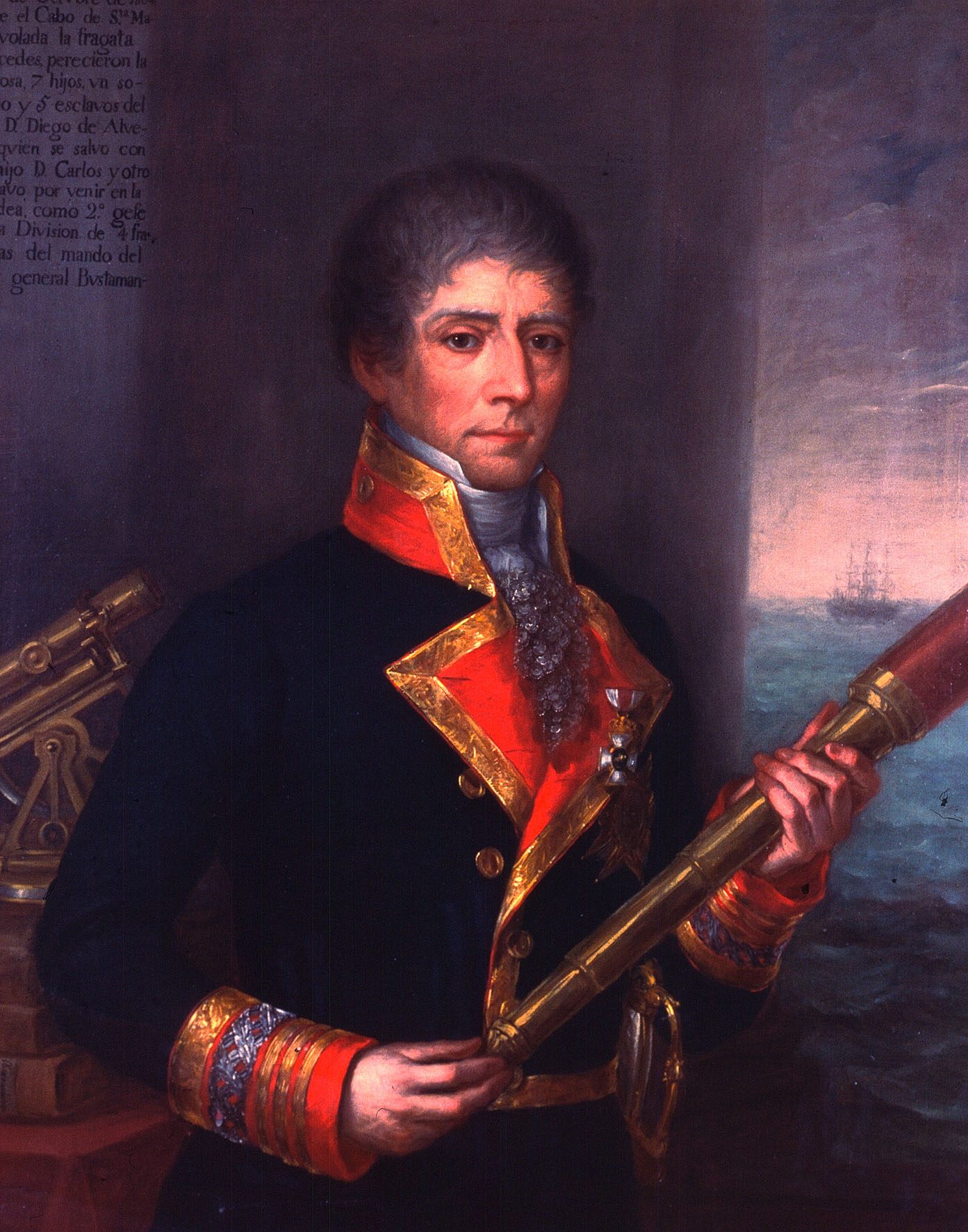
Diego de Alvear y Ponce de León, militar y político español.

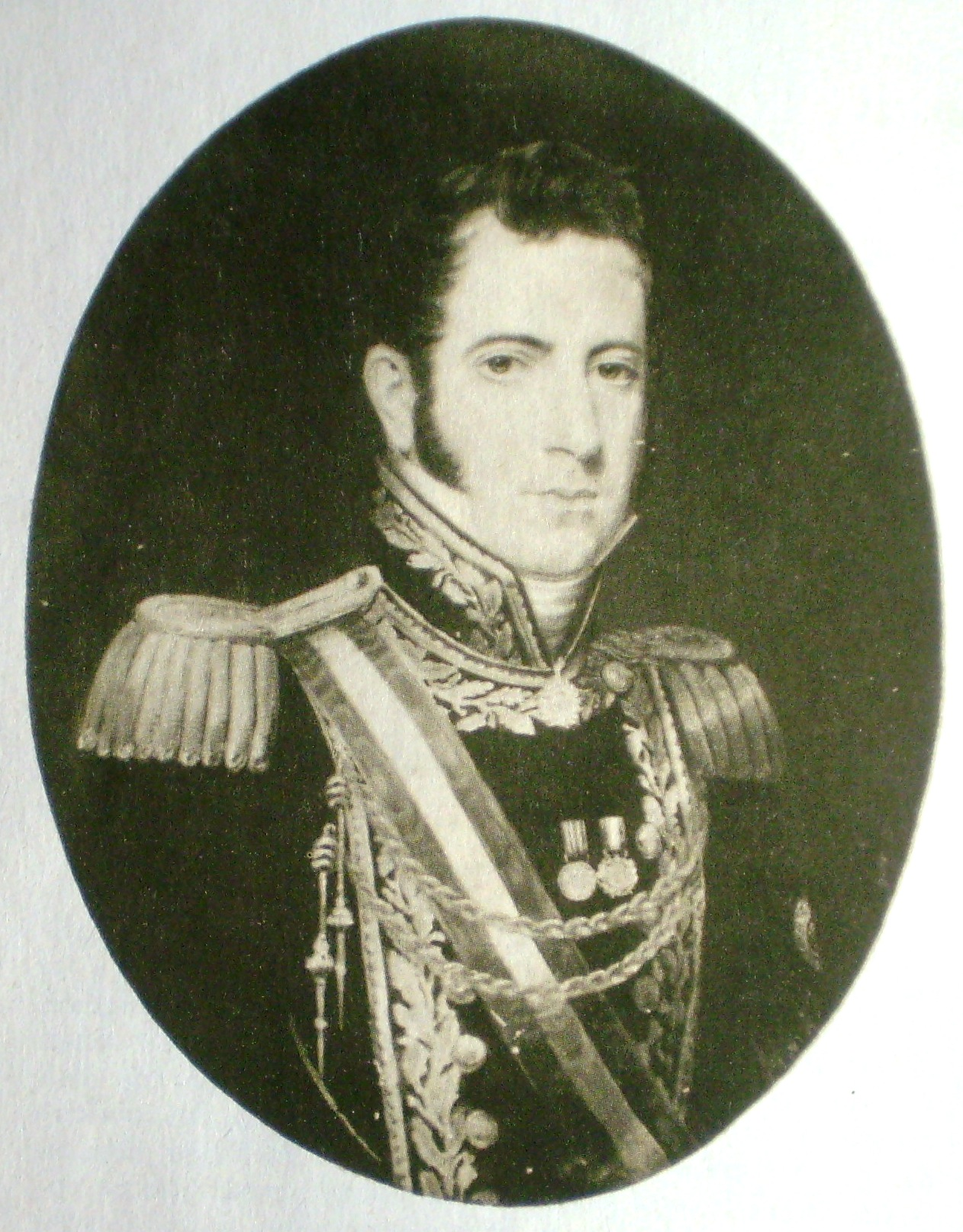
Carlos María de Alvear, militar y político argentino que ejerció el Directorio de las Provincias Unidas del Río de la Plata en 1815.

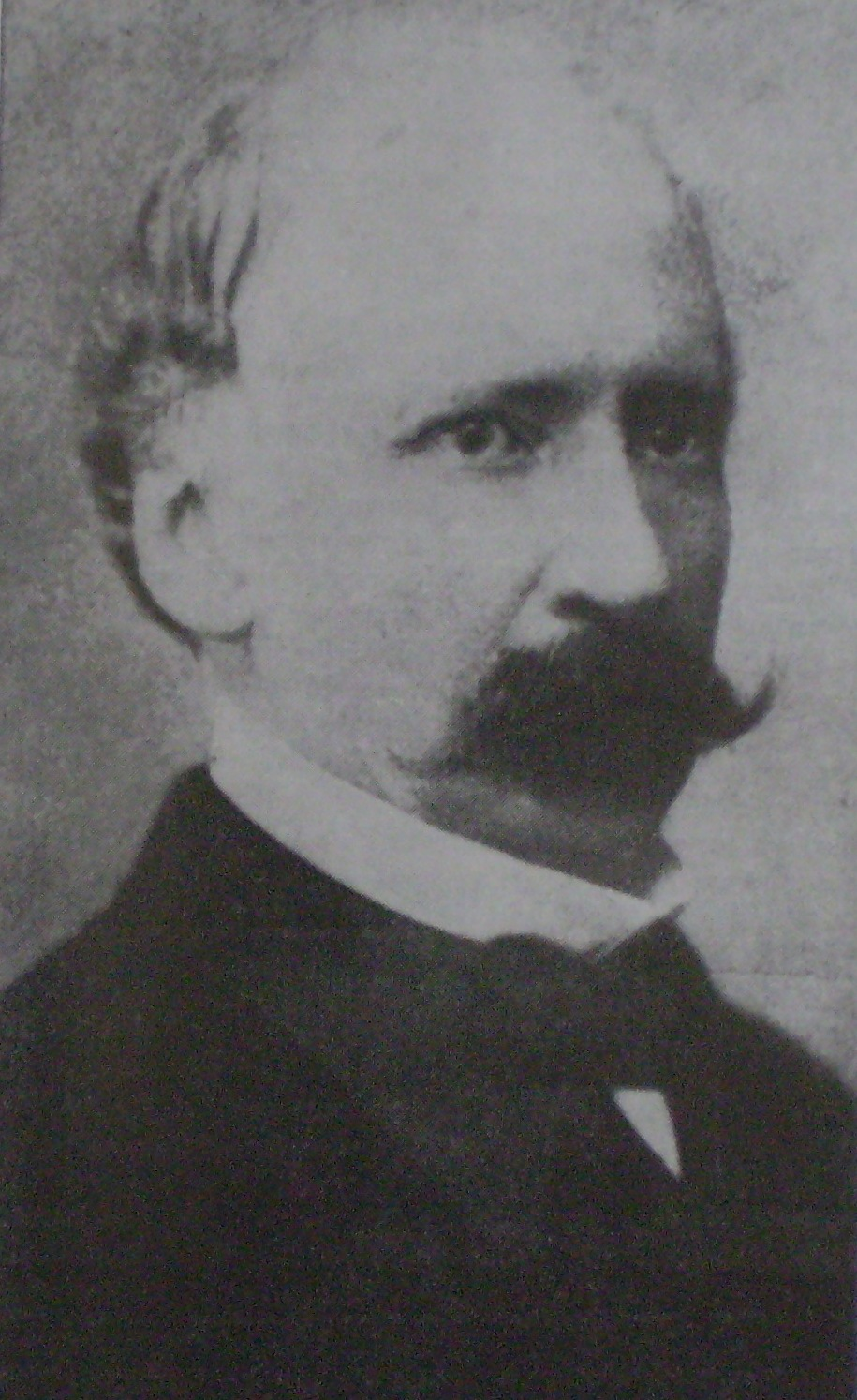
Torcuato de Alvear, político conservador argentino del, primer Intendente de la ciudad de Buenos Aires, entre 1883 y 1887.

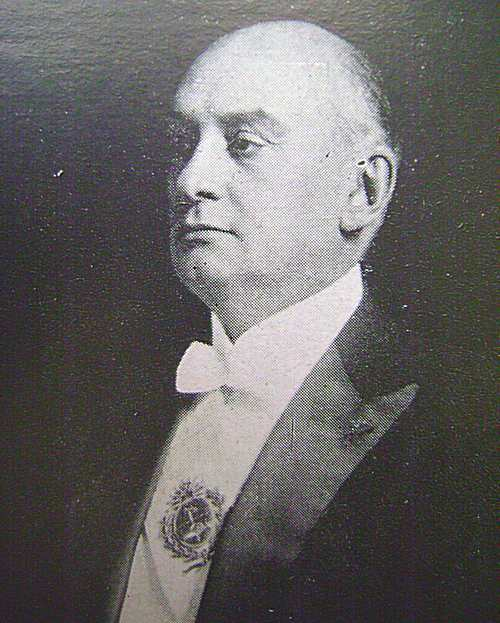
Marcelo Torcuato de Alvear, destacado dirigente de la Unión Cívica Radical y presidente argentino en 1922.

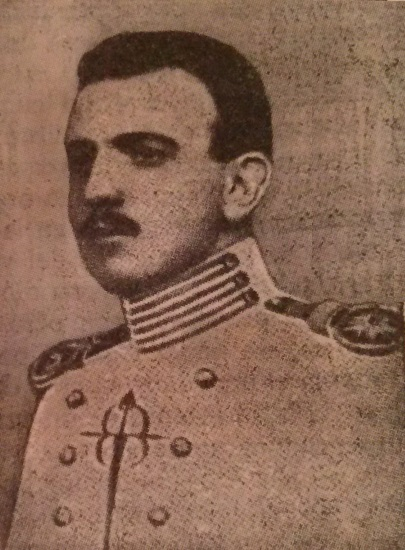
José María de Alvear (1900-1936), político y combatiente carlista español.

La familia Alvear es una saga de políticos, militares y empresarios originaria de la localidad española de San Miguel de Aras (Cantabria) que posteriormente emigró a Montilla (Córdoba) para después asentarse también en Argentina.

## Tronco familiar originario
Rodrigo de Alvear San Millán, originario de Cantabria, se trasladó a La Rioja, donde nacieron sus descendientes, entre ellos el primero: Pedro de Alvear Balgañán. De esta casa cántabra asentada en La Rioja, nació en Nájera Juan Bautista García de Alvear y Garnica. De origen noble, era funcionario de la Hacienda Real. Su cargo hizo que se mudara a Córdoba, donde contrajo matrimonio en segundas nupcias con una dama cordobesa. De este matrimonio nació Diego de Alvear y Escalera.
- Diego de Alvear y Escalera (1697-1776), nacido en Fuente Obejuna (Córdoba) se trasladó a Montilla (Córdoba) en 1729, en donde adquirió viñedos y fundó las bodegas "Alvear".

- Santiago de Alvear, hijo del anterior y nacido en Córdoba, ayudó a su padre con el negocio familiar, que pronto consiguió prestigio, lanzándose a la exportación de vinos a, entre otros lugares, Gran Bretaña.

- Diego de Alvear y Ponce de León (1749-1830) hijo de Santiago, hizo carrera militar en la marina. Entre los hitos más destacados de su vida cabe mencionar los más de veinte años dedicados en el Virreinato del Río de la Plata a estudiar y cartografiar las zonas fronterizas con el Brasil portugués, su papel en la batalla marítima de cabo de Santa María y su participación en la defensa de Cádiz (España) frente a las tropas francesas invasoras. A partir de él la genealogía familiar se divide en dos ramas: su hijo Carlos María de Alvear, fruto de un primer matrimonio con la porteña María Balbastro, se convirtió en un personaje destacado en los años de la independencia Argentina y fundó la rama argentina de la familia; el resto de sus hijos, nacidos de su segundo matrimonio con la británica Luisa Rebeca Ward, son la raíz de la rama española, que continuó haciéndose cargo del negocio de las bodegas montillanas.

## Rama argentina
Mucho más relevante que la rama española, está representada por tres importantes personajes: 
- Carlos María de Alvear (1789-1852) militar y político argentino de larga trayectoria que ejerció el Directorio de las Provincias Unidas del Río de la Plata en 1815.
- Torcuato de Alvear (1822-1890) hijo de Carlos María, fue el primer Intendente de la Ciudad de Buenos Aires entre 1883 y 1887.
- Marcelo Torcuato de Alvear (1868-1942), hijo de Torcuato, fue Presidente de la Nación Argentina entre 1922 y 1928.

## Rama española
En España la saga familiar fue continuada por los hijos de Diego de Alvear, Diego de Alvear y Ward, que fue amigo de Espronceda, y Enrique de Alvear y Ward. Sabina de Alvear y Ward colaboró con sus hermanos iniciando la exportación de vinos en Europa y escribiendo la biografía novelada de su padre a fin de conservar la memoria familiar.
De esta rama española, que siguió al frente de las bodegas Alvear, cabe destacar a Francisco de Alvear y Gómez de la Cortina (Conde de la Cortina) (1869-1959). El Conde de la Cortina, como también se le conoce, dio un enorme impulso a las bodegas Alvear, se convirtió en una destacada figura del carlismo y el sindicalismo católico e hizo importantes donaciones culturales a la localidad de Montilla (como, por ejemplo, la casa donde había vivido el Inca Garcilaso en el siglo XVI).
El hijo de Francisco de Alvear, José María de Alvear, fue máximo dirigente del carlismo en la provincia de Córdoba y murió 31 de julio de 1936 en el transcurso de la guerra civil española luchando en el frente abulense.
Actualmente la familia sigue al cargo de la empresa bodeguera, encabezada por tres de sus miembros: Fernando de Alvear y Zubiría, presidente del negocio vitivinícola, Juan Bosco de Alvear y Zubiría, vicepresidente, y Fernando Giménez y de Alvear, director general.
Las otras ramas están compuestas por las familias de Alvear y de Hostos, y Drake y de Alvear. El resto de la familia Alvear son descendientes de José María de Alvear (1900-1936) y Antonia Zambrano Jaraquemada: José María, Asunta, María Antonia, Candelaria, Álvaro, Mariana, Francisco Solano y Cristóbal. Todos ellos (De Alvear y Zambrano, De Alvear y de Hostos y Drake de Alvear) son primos hermanos de la familia Alvear y Zubiría. Actualmente los descendientes de la familia Alvear y Zambrano se cuentan por más de doscientos cincuenta miembros (entre primera, segunda y tercera generación).